# Керкербах
Керкербах (нем. Kerkerbach) — река в Германии, протекает по земле Гессен, её водный индекс — 25872. Площадь бассейна реки составляет 70,23 км², а её общая длина — 20,4 км.
Берёт начало на юге массива Вестервальд. Правый приток Лана.
Притоки Керкербаха: правые — Хинтермайлингер-Флос (нем. Hintermeilinger Floß; 4,1 км), Брандбах (нем. Brandbach; 5,1 км); левые — Аллендорфер-Бах (нем. Allendorfer Bach; 4,5 км), Гаудернбах (нем. Gaudernbach; 4,2 км).

## Интересные факты
По названию реки была названа местная железная дорога Керкербахбан, построенная в 1888 году. В 1960 году дорога была закрыта и разобрана из-за нерентабельности. Широкая тропа на оставшейся насыпи стала использоваться пешими туристами и велосипедистами.